# Compagnie Jean-Duceppe
 (septembre 2016).
Si vous disposez d'ouvrages ou d'articles de référence ou si vous connaissez des sites web de qualité traitant du thème abordé ici, merci de compléter l'article en donnant les références utiles à sa vérifiabilité et en les liant à la section « Notes et références ».
La Compagnie Jean-Duceppe est une troupe de théâtre située au sein de la Place des Arts à Montréal. Elle a été fondée en 1973 par le comédien Jean Duceppe. Dès la première saison, c'est le succès puisque la compagnie accueille plus de 150 000 spectateurs.
La Compagnie Jean-Duceppe présente principalement des pièces québécoises, américaines et anglo-saxonnes. Elle présente une dramaturgie actuelle et sociale. DUCEPPE a toujours privilégié les œuvres contemporaines dont celles d'Arthur Miller, Tennessee Williams, John Steinbeck, Eugene O'Neill, Michel Tremblay, David Mamet, Edward Albee et Bernard Shaw.
Elle loge au théâtre Jean-Duceppe (anciennement théâtre Port-Royal) de la Place des Arts (Montréal)

## Directeurs de la Compagnie Jean-Duceppe
- Jean Duceppe (1973-1990)
- Michel Dumont (1991-2018)
- David Laurin et Jean-Simon Traversy (Depuis 2017)